# Pera de Satanás
Pera de Satanás é o nome pelo qual ficaram célebres todos os selos falsos portugueses de 25 Réis, da emissão de D. Luís I (frente) produzidos pelo famoso falsificador do final do Séc. XIX, Alfredo Alves Mendes (c.1841-c.1890). Esta designação para estes selos falsificados adveio da própria alcunha de Alfredo Alves Mendes devido á pequena barbicha que manteve durante toda a sua vida. Consequentemente, as suas falsificações de selos ou estampilhas postais receberam igualmente a sua alcunha.
Estes foram os únicos estampilhas falsas ou selos falsos portugueses que originaram problemas tanto aos correios, como às autoridades policiais de então ameaçando a economia nacional.

## História
No final do século XIX as emissões filatélicas com detalhes em relevo foram substituídas por emissões filatélicas de selos apenas impressos. 
Tal deveu-se essencialmente aos custos de produção elevados dos selos com relevos na sua figura.
No entanto, apesar de dispendiosas, estas emissões provaram desde sempre serem de difícil falsificação o que já não acontecia do as novas técnicas de impressão sem relevo adoptadas daí em diante.
Passou assim a utilizar-se quase exclusivamente, na produção de selos postais, a impressão tipográfica dos selos.
Em Portugal seria no ano de 1876 que seria produzido e distribuído o primeiro selo tipografado de 2.5 Réis. Mais tarde, em 1880, saiu a primeira emissão base estampada, D. Luís, de perfil. Poupava-se assim em custos, mas aumentava-se substancialmente o risco de imitações causadoras de potenciais graves prejuízos para os cofres públicos.

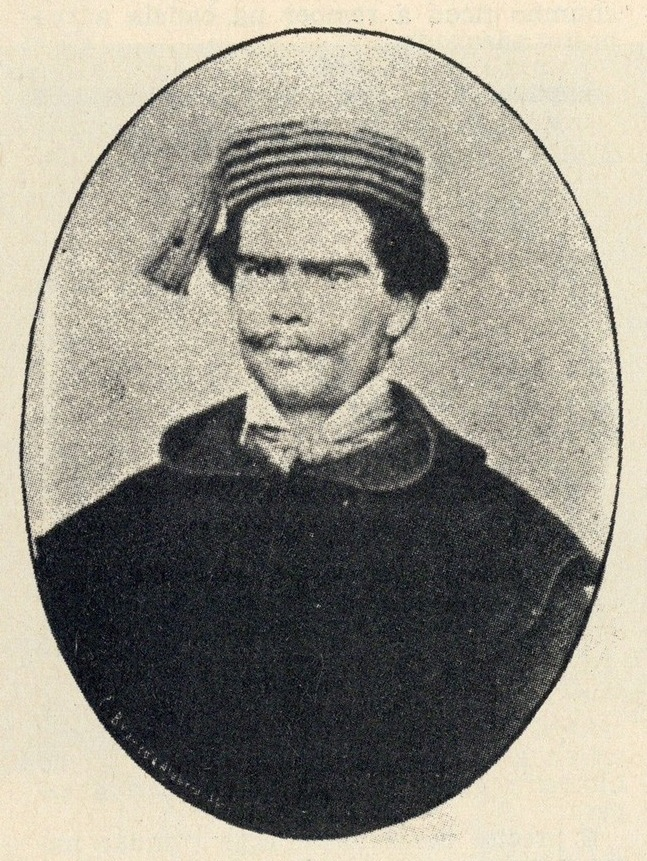
Fotografia conhecida do falsificador Pera de Satanás; 1896 - The Carvalho de Sousa Collections - Lisbon.

Foi o que veio a acontecer no ano de 1886, pela mão de Alfredo Alves Mendes, conhecido no meio criminal por Pêra de Satanás.  Com ajuda de um jovem tipógrafo de 17 anos, empregado da Casa da Moeda e que conhecera na prisão. Com a ajuda deste jovem, o Pera de Satanás consegue acesso aos cunhos oficiais de 25 Réis e de 500 Réis utilizados naquela instituição para a impressão dos selos correntes da emissão de D. Luís, de frente. 
Começou assim a produzir clandestinamente os selos de 25 réis desta emissão e que, apesar das limitações de materiais e técnicas, produziu com uma surpreendente qualidade.
Os selos falsos eram então vendidos a empresas e a estabelecimentos comerciais com o auxílio do seu cúmplice conhecido como O Abade.
Este justificava vender selos por uma valor inferior ao seu valor facial, usando como desculpa que haviam sido recebidos como meio de pagamento de uma pessoa em África, e que tinha necessidade de os liquidar o mais rapidamente possível pós precisava do dinheiro e não utilizava tanta correspondência que lhe justificasse manter os selos consigo. 
O estratagema, apesar de simples, parece ter resultado, pois logo começaram a aparecer nos Correios cartas franqueadas com estes selos.
Neste entretanto deu-se pela falta de cunhos roubados na Casa da Moeda. Alertados os Correios, o seu Director-Geral, Sr. Guilhermino Augusto de Barros (Peso da Régua, 17 de Novembro de 1828 — Lisboa, 16 de Abril de 1900), apresentou o caso à polícia. 
Quando os comparsas foram presos, foram encontrados na sua posse cerca de 139.000 selos prontos a usar, para além daqueles já estavam em circulação.
Tal perfazia um total aproximado de 3,5 milhões de réis, uma soma astronómica para aquela época.

## Diferenças em relação aos originais
Os selos falsificados são relativamente simples de distinguir dos selos oficiais tendo em conta os seguintes parâmetros gerais:
1)- A sua coloração é habitualmente mais clara que a coloração dos selos oficiais (embora em ambas as impressões existam tonalidades diversas);

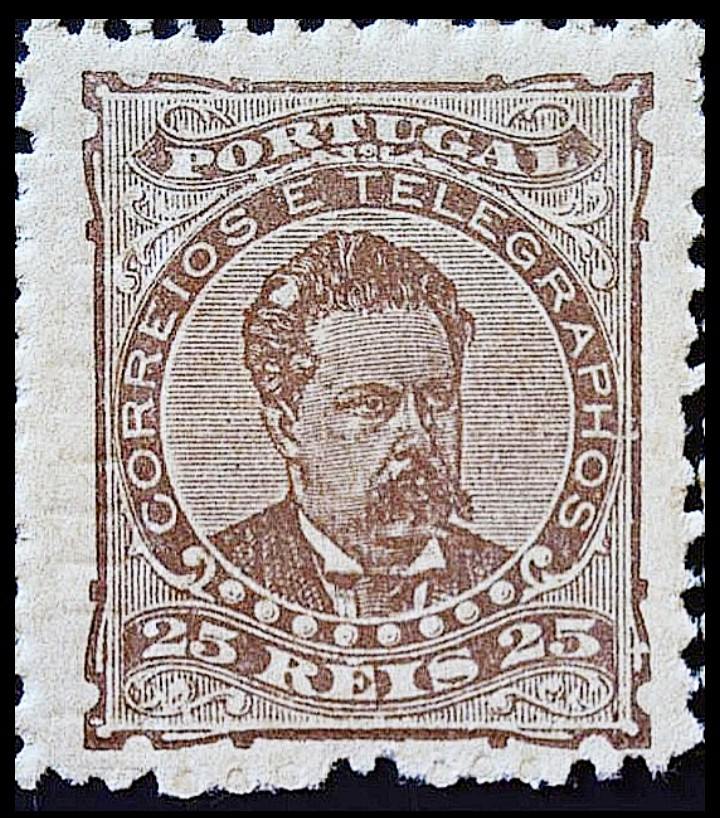
Selo falso produzido pelo Pera de Satanás em 1886. A sua tonalidade é mais clara que a dos selos oficiais sendo ainda visíveis defeitos de impressão na zona lateral do cabelo e denteado irregular. (The Carvalho de Sousa Collections - Lisbon).

2)- Os selos falsos apresentam uma qualidade de impressão notoriamente inferior (ver defeito de figura no cabelo - imagem acima) pois, apesar de produzidos com recurso a cunhos oficiais, a máquina de impressão e a experiência do Pera de Satanás, apesar de hábil falsificador, ficava aquém da qualidade de impressão pela Casa da Moeda. 

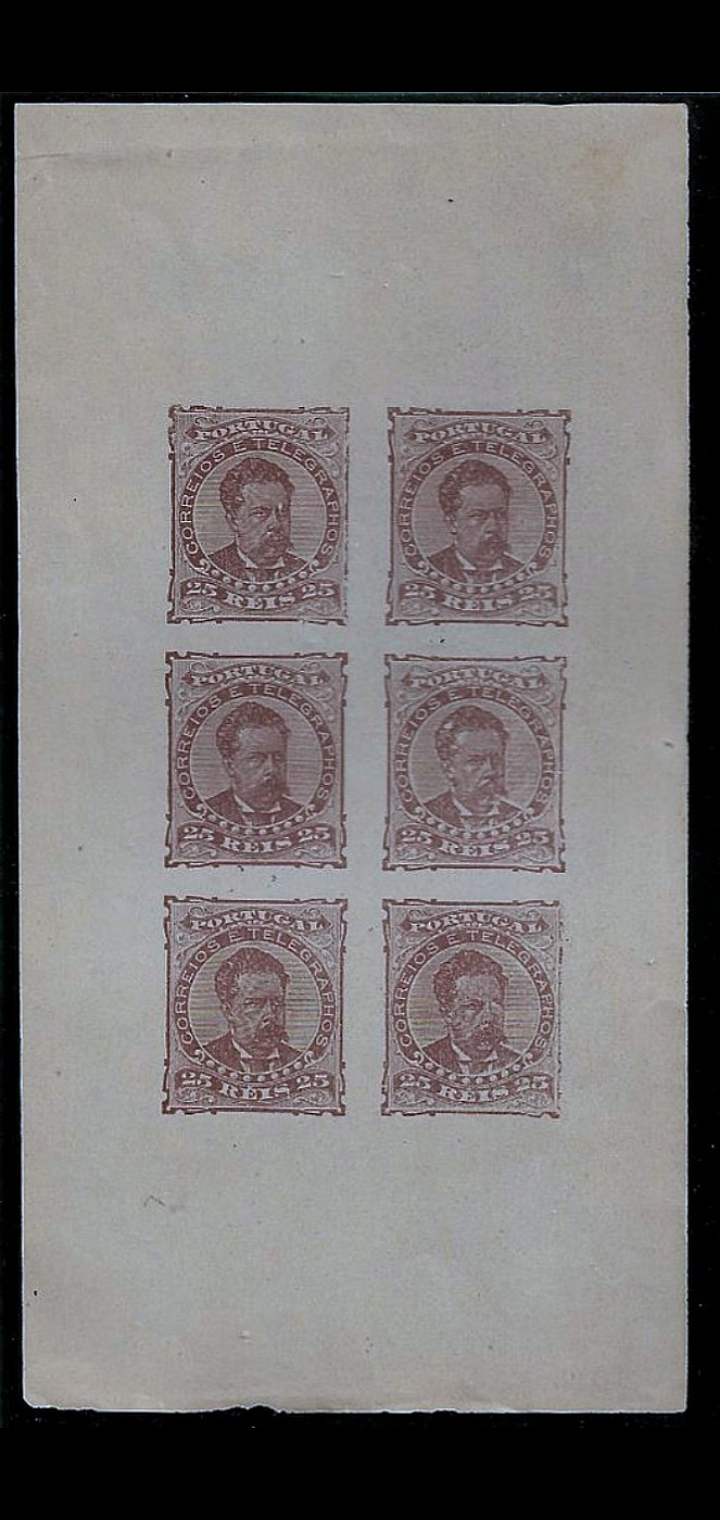
Falsificações Pera de Satanás: Folha de provas (3x2 vertical) - (The Carvalho de Sousa Collections - Lisbon).

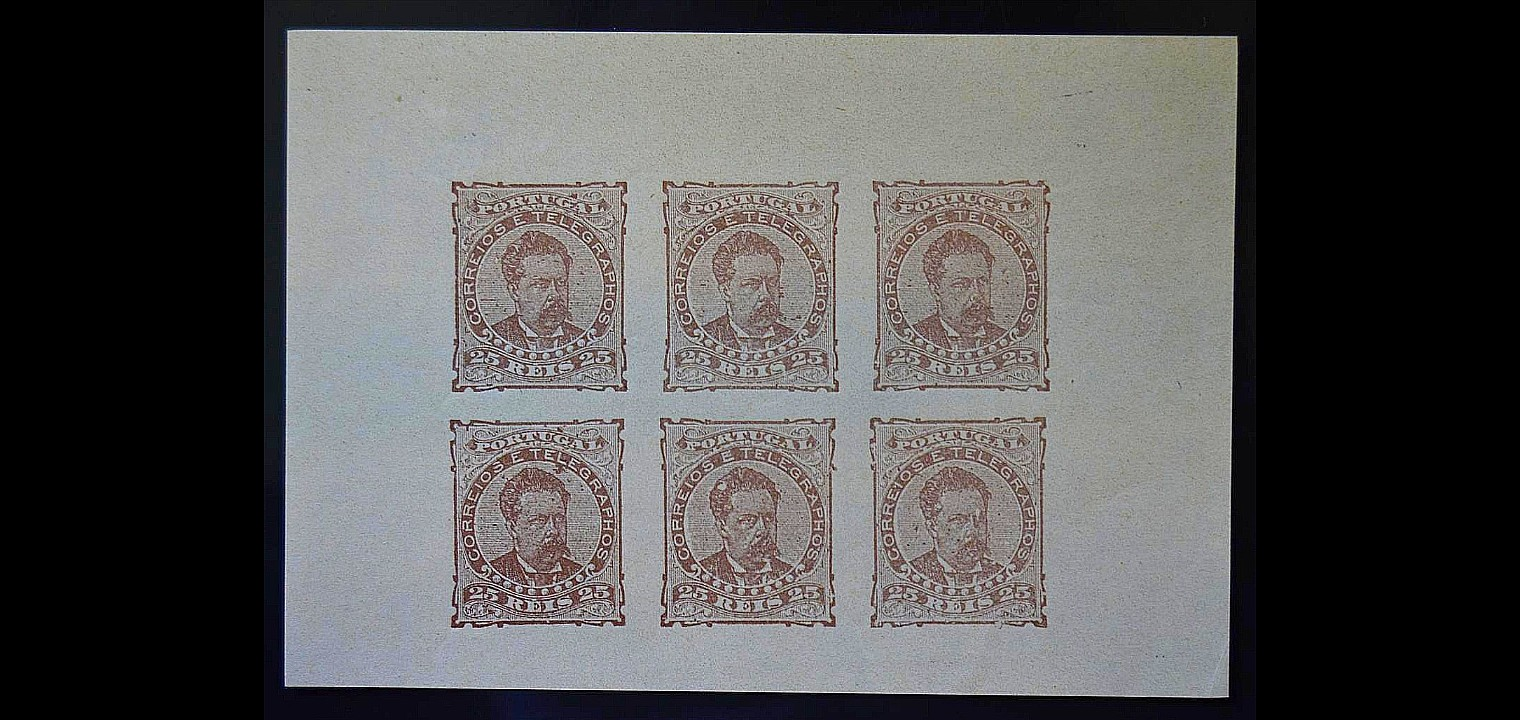
Falsificações Pera de Satanás: Folha de provas (2x3 horizontal) - (The Carvalho de Sousa Collections - Lisbon).

São passíveis de observar, especialmente na efígie do Rei D. Luíz I, falhas de impressão diversas e o mesmo nas linhas de impressão que compõem a moldura nalguns dos exemplares falsificados;
Estas são as principais diferenças palpáveis entre os oficiais e as falsificações que podemos constatar no caso dos selos e provas.

3)- E apenas no caso dos selos, acresce a particularidade de as falsificações apresentarem usualmente um "denteado irregular", tanto na distância entre cada ponto picotado como na geometria do próprio denteado, formando estes frequentemente linhas ondulantes que são inexistentes nos selos oficiais emitidos pela Casa da Moeda. 

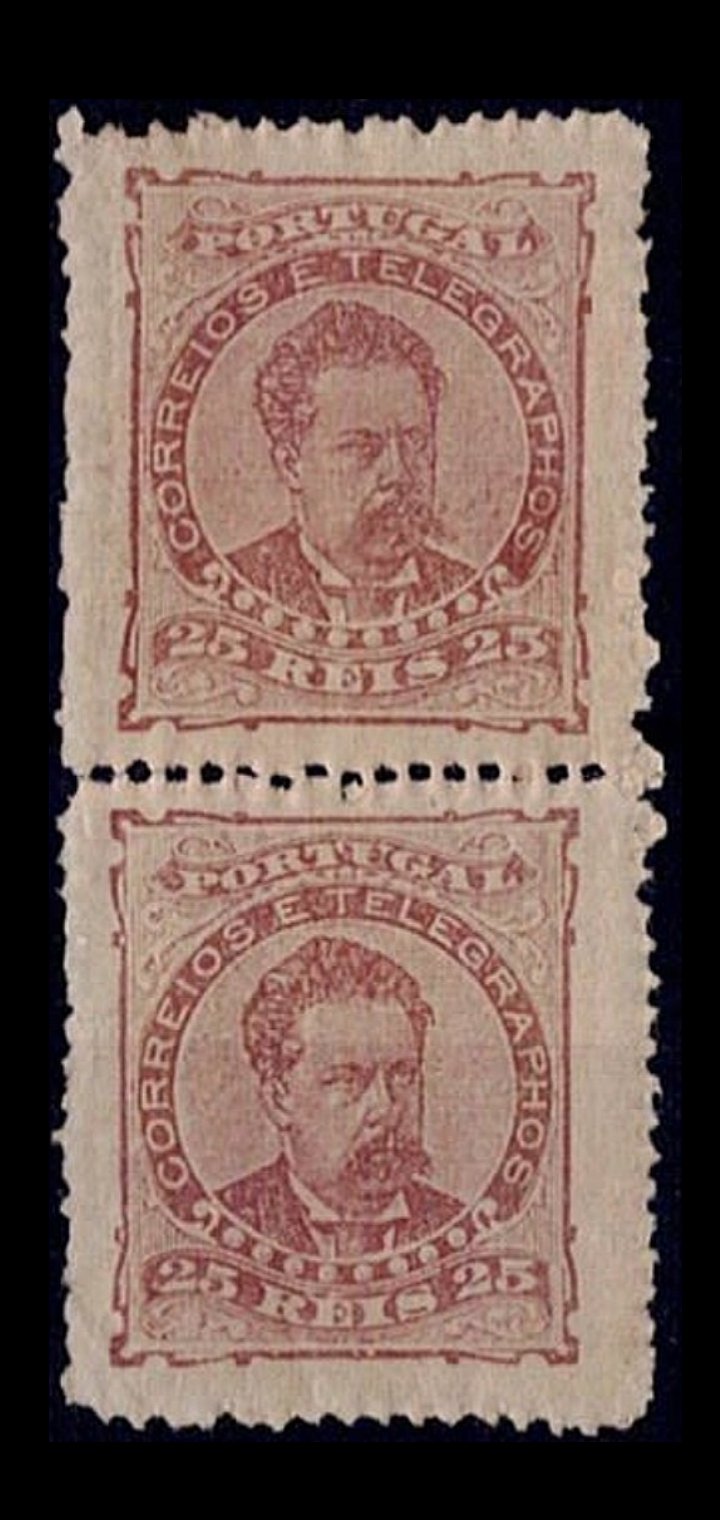
Falsificações Pera de Satanás - Par Vertical (The Carvalho de Sousa Collections - Lisbon).

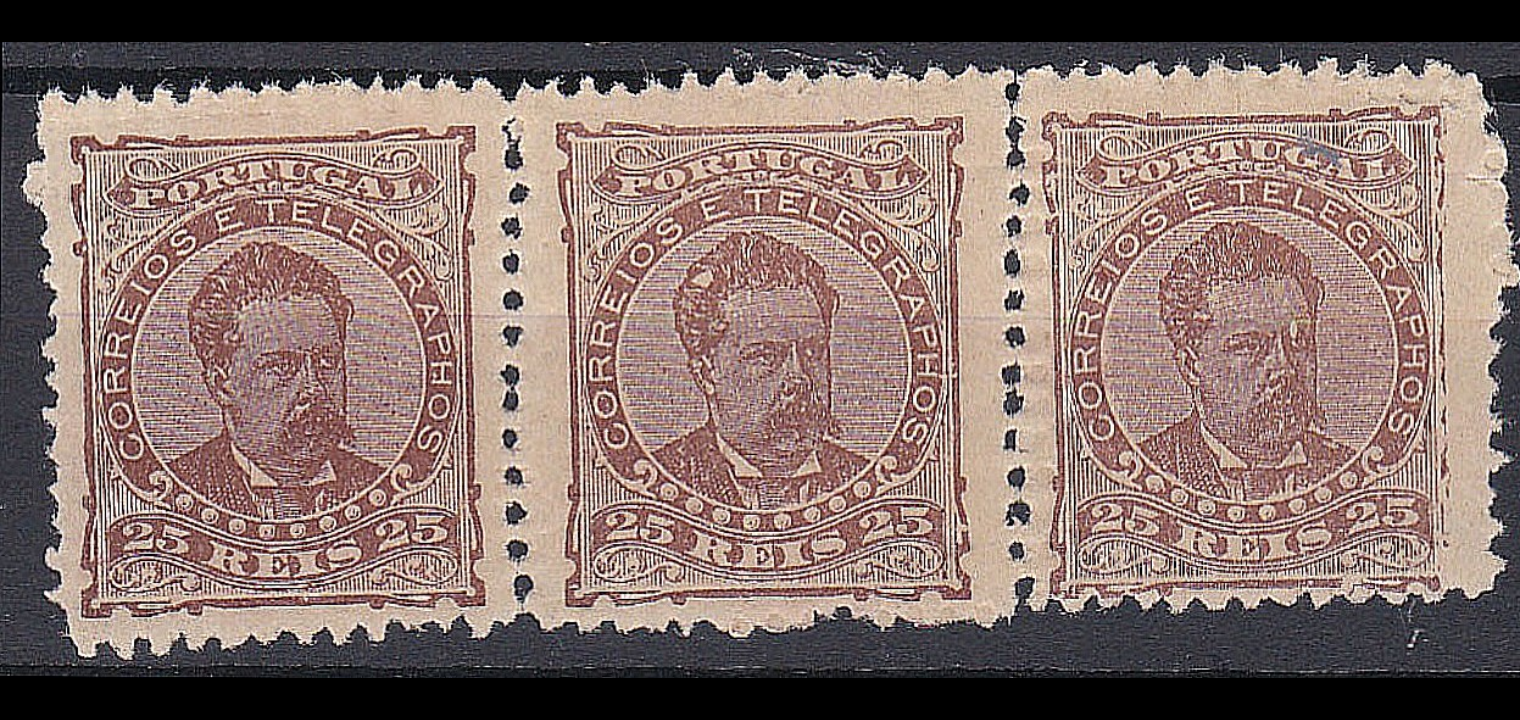
Falsificações Pera de Satanás - Raro Trio Horizontal com denteado ondulante. (The Carvalho de Sousa Collections - Lisbon).

Acreditam alguns que tal resultou do facto de o falsário se ter munido de uma máquina de costura que, usando apenas com agulha e sem fio, utilizava para produzir denteados que, no final, eram ondulantes. 

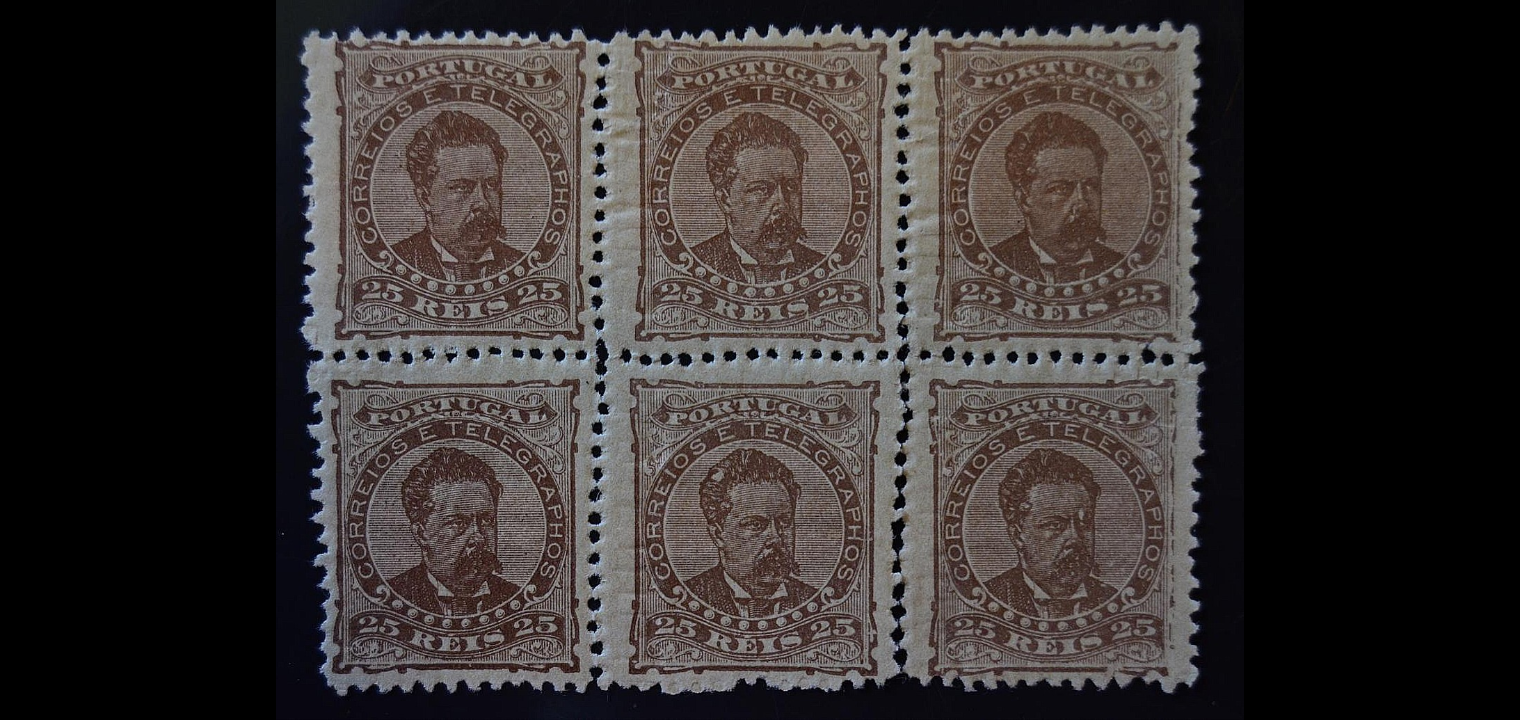
Folha completa de 6 selos falsificados pelo Pera de Satanás (2x3 horizontal) mostrando os característicos denteados ondulantes. (The Carvalho de Sousa Collections - Lisbon).

Estes denteados são uma característica dos selos falsos Pera de Satanás e que facilmente os distingue dos picotados exemplares empregados nos selos oficiais produzidos pela Casa da Moeda.